# Campos Belos
Campos Belos è un comune del Brasile nello Stato del Goiás, parte della mesoregione del Norte Goiano e della microregione di Chapada dos Veadeiros.